# 威利·麥克安德魯
威利·麥克安德魯（英語：Willie McAndrew，1887年9月3日—1965年12月23日），是苏格兰职业足球运动员及領隊。曾效力于女王公园、克莱德、拉納克第三和登地聯。 

## 职业生涯
在克莱德時，威利代表俱乐部参加1912年苏格兰杯决赛。1925年起麦克安德鲁擔任咸美頓學院領隊21年，他带领俱乐部进入1935年苏格兰杯决赛，并在同一赛季获得联赛第四名。1947年他曾短暂擔任邓弗姆林領隊。 

## 個人經歷
麦克安德鲁在第一次世界大战中担任格拉斯哥高地人中尉，后成爲战俘，被关押。